# Music for the Movies: Bernard Herrmann
Music for the Movies: Bernard Herrmann es una película documental de 1992 dirigido por Joshua Waletzky. El documental indaga y explora las composiciones musicales de un compositor musical que trabajo para más de 50 películas, colaborando incluso con directores de gran nivel como: Orson Welles, Nicholas Ray, y Martin Scorsese. Fue nominado a un premio de la Academia a la Mejor Película Documental.

## Reparto
- Elmer Bernstein como El mismo
- Claudine Bouché como Ella misma
- Real S. Brown como El mismo
- Claude Chabrol como El mismo
- Norman Corwin como El mismo
- Don Cristlieb como El mismo
- Lucille Fletcher como Ella misma
- Bernard Herrmann como El mismo
- Paul Hirsch como El mismo
- Louis Kaufman como El mismo
- Virginia Majewski como Ella misma
- Christopher Palmer como El mismo
- David Raksin como El mismo
- Alan Robinson como El mismo
- Martin Scorsese como El mismo
- James G. Stewart como El mismo